# Damernas höga hopp i simhopp vid olympiska sommarspelen 1992
Damernas höga hopp i de olympiska simhoppstävlingarna vid de olympiska sommarspelen 1992 hölls den 26-27 juli i Piscina Municipal de Montjuïc. 

## Medaljörer
| Event              | Guld            | Silver               | Brons                |
| 10 meter höga hopp | Fu Mingxia Kina | Jelena Mirosjina OSS | Mary Ellen Clark USA |

## Resultat
| Placering | Hoppare                     | Kval   | Kval      | Final            |
| Placering | Hoppare                     | Poäng  | Placering | Poäng            |
| --------- | --------------------------- | ------ | --------- | ---------------- |
| 1         | Fu Mingxia (CHN)            | 361,77 | 1         | 461,43           |
| 2         | Jelena Mirosjina (EUN)      | 310,32 | 3         | 411,63           |
| 3         | Mary Ellen Clark (USA)      | 329,85 | 2         | 401,91           |
| 4         | Zhu Jinhong (CHN)           | 297,00 | 6         | 400,56           |
| 5         | Inga Afonina (EUN)          | 293,94 | 7         | 398,43           |
| 6         | María Alcalá (MEX)          | 309,39 | 4         | 394,35           |
| 7         | Ellen Owen (USA)            | 299,52 | 5         | 392,10           |
| 8         | Verónica Ribot (ARG)        | 292,26 | 9         | 384,03           |
| 9         | Ioana Voicu (ROU)           | 288,87 | 12        | 369,87           |
| 10        | Vyninka Arlow (AUS)         | 289,14 | 11        | 365,88           |
| 11        | April Adams (AUS)           | 290,73 | 10        | 342,39           |
| 12        | Hayley Allen (GBR)          | 292,77 | 8         | 317,85           |
| 13        | Macarena Alexanderson (MEX) | 286,59 | 13        | Gick inte vidare |
| 14        | Ute Wetzig (GER)            | 284,13 | 14        | Gick inte vidare |
| 15        | Clara Elena Ciocan (ROU)    | 283,92 | 15        | Gick inte vidare |
| 16        | Paige Gordon (CAN)          | 283,11 | 16        | Gick inte vidare |
| 17        | Anne Montminy (CAN)         | 282,42 | 17        | Gick inte vidare |
| 18        | Kim Chun-Ok (PRK)           | 282,36 | 18        | Gick inte vidare |
| 19        | Luisella Bisello (ITA)      | 272,19 | 19        | Gick inte vidare |
| 20        | Monika Küehn (GER)          | 270,51 | 20        | Gick inte vidare |
| 21        | Ibolya Nagy (HUN)           | 269,52 | 21        | Gick inte vidare |
| 22        | Yvonne Kostenberger (SUI)   | 264,81 | 22        | Gick inte vidare |
| 23        | Ryu Un-Sil (PRK)            | 262,56 | 23        | Gick inte vidare |
| 24        | Tania Paterson (NZL)        | 254,04 | 24        | Gick inte vidare |
| 25        | Lesley Ward (GBR)           | 242,16 | 25        | Gick inte vidare |
| 26        | Yuki Motobuchi (JPN)        | 239,01 | 26        | Gick inte vidare |
| 27        | Brigitta Cserba (HUN)       | 236,10 | 27        | Gick inte vidare |
| 28        | Silvana Neitzke (BRA)       | 230,70 | 28        | Gick inte vidare |